# Почесні громадяни Гагаузії
Почесний громадянин Гагаузії — почесне звання, що присвоюється з метою визнання видатних заслуг громадян перед Гагаузією, заохочення особистої діяльності, спрямованої на користь автономії, забезпечення її добробуту і процвітання.

## Загальні відомості
Звання Почесний громадянин Гагаузії присвоюється Головою (Башканом) Гагаузії і Народними зборами Гагаузії персонально, довічно громадянам Республіки Молдова та іноземним громадянам.
Особі, відзначеному званням вручається грамота Почесного громадянина Гагаузії, Знак Почесного громадянина Гагаузії і спеціальне посвідчення.
Це звання не тягне за собою будь-яких додаткових прав і обов'язків.
Почесні громадяни запрошуються Главою (Башканом) Гагаузії або Народними Зборами Гагаузії на заходи, присвячені державним святам та іншим важливим подіям.

## Підстави та порядок присвоєння звання
Підставами для присвоєння Почесний громадянин є:
- довгострокова і стійка популярність серед жителів Гагаузії на ґрунті ефективної благодійної діяльності;
- вчинення мужніх вчинків на благо Гагаузії;
- авторитет особи у жителів Гагаузії, набутий тривалою суспільною, культурною, науковою, політичною, господарською, а також іншою діяльністю з видатними результатами для Республіки Молдова і Гагаузії.
- Іноземним громадянам це звання може присвоюватися з інших підстав, в тому числі, пов'язаних з великою суспільно-політичною значимістю акту присвоєння цього звання.

Представлення кандидатів на присвоєння звання Почесний громадянин Гагаузії проводиться за їх згодою за ініціативою суб'єктів законодавчої ініціативи.
Рішення про присвоєння звання Почесний громадянин приймається Головою (Башканом) Гагаузії після обговорення на засіданні Народних зборів Гагаузії і оформляється постановами Народних зборів і Голови (Башкана) Гагаузії.
Грамота Почесного громадянина Гагаузії, знак і посвідчення вручаються особі, відзначеній цим званням, або її спадкоємцям в урочистій обстановці в присутності депутатів Народних зборів Гагаузії.

## Список почесних громадян Гагаузії

### 1997
- Гайдаржи Гаврило Аркадійович — доктор філологічних наук, заступеник директора Інституту національних меншин Академії наук Молдови

### 1998
- Василіогло Костянтин Костянтинович — старший науковий співробітник Інституту педагогічних і психологічних наук Молдови
- Бабогло Микола Гнатович — гагаузький письменник, поет, фольклорист, педагог, автор підручників гагаузької мови, перекладач, публіцист
- Топал Степан Михайлович — діяч гагаузького національного руху, Голова Верховної Ради а потім перший і єдиний Президент самопроголошеної Республіки Гагаузія (з 1991 по 1995 рр.)
- Осман Сагманлі — президент фірми «Подован»

### 1999
- Кеся Міна Васильович — начальник управління культури Гагаузії
- Мюмін Аланат — надзвичайний і повноважний посол Туреччини в Молдові
- Покровська Людмила Олександрівна — професор кафедри гагаузької філології Комратського державного університету
- Танасогло Діоніс Миколайович — професор гагаузької мови та літератури Державного університету ім. І. Крянге

### 2000
- Курогло Степан Степанович — доктор історичних наук, фахівець з історії та етнології гагаузів

### 2001
- Кісєєв Микола Михайлович — колишній суддя, пенсіонер

### 2002
- Недеогло Дмитро Дем'янович — завідувач кафедри прикладної фізики Молдовського державного університету
- Георгіогло Микола Миколайович — Герой Соціалістичної Праці

### 2003
- Булгар Степан Степанович — письменник, головний редактор журналів «Сабаа Йилдизи», «Гюнешчик»
- Фінкельштейн Лазар Фроймович — пенсіонер
- Губогло Михайло Миколайович — професор-гагаузознавець
- Огуз Езге — посол Туреччини в Молдові

### 2004
- Арнаут Василь Романович — директор Комратської нафтобази
- Чебан Іван Іванович — заступник голови Народних зборів Гагаузії
- Драгнєв Дмитро Петрович — голова Ради старійшин Гагаузії

### 2005
- Есір Степан Дмитрович — голова Народних зборів Гагаузії
- Сирф Костянтин Дмитрович — голова асоціації гагаузів «Кардашлик»
- Новак Борис Костянтинович — директор АТ «Буджак Йоллари»

### 2006
- Чебаника Андрій Павлович — пенсіонер, м. Чадир-Лунга
- Воронін Володимир Миколайович — Президент Молдови
- Кендігелян Михайло Васильович — голова Верховної Ради Гагаузії (1990—1995) та Народних зборів Гагаузії (1999—2002)
- Цвіркун Віктор Іванович — доктор історичних наук, професор

### 2007
- Дойков Іван Іванович
- Констандогло Іван Федорович — колишній заступник міністра освіти і науки Молдови
- Бочкарьов Василь Кузьмич — губернатор Пензенської області

### 2008
- Кулєва Віра Іванівна — головний спеціаліст-методист Чадир-Лунзького районного відділу освіти
- Казмали Марія Дмитрівна — с. Авдарма
- Тельпіз Микола Петрович — голова міжнародної громадської організації «Гагаузлар»
- Хіора Ілля Георгійович — виконавчий директор АТ «Вулканешти-Петрол»
- Ангелі Федір Опанасович — письменник, історик, громадський і політичний діяч

### 2009
- Панчев Микола Михайлович — вчитель ЗОШ с. Етулія
- Лисиков Олександр Іванович — директор педагогічного коледжу, місто Серпухов
- Макріш Анатолій Іванович — Румунія
- Камбур Дмитро Андрійович — начальник головного управління культури і туризму
- Ірфан Юнвер Насраттіноглу — Туреччина
- Суат Гюнсел — засновник Близькосхідного університету, Кіпр
- Яніогло Валерій Федорович — перший заступник голови Виконкому Гагаузії

### 2010
- Ісфандіяр Вагабзаде — надзвичайний і повноважний посол Азербайджану в Молдові
- Копущулу Георгій Іванович — інспектор екологічного агентства по Вулканештському округу
- Коліш Іван Степанович — генеральний директор ВАТ «Карельскі морепродукти»

### 2011
- Гагауз Федір Никодимович — голова громадянського руху «Єдина Гагаузія»

### 2012
- Савастін Дмитро Іванович — член спілки художників Молдовви, викладач дитячоъ художньоъ школи
- Орманжі Георгій Харлампійович — активіст, місто Чадир-Лунга
- Узун Ілля Георгійович (отець Ілля) — настоятель храму села Гайдар
- Шихова Марія Матвіївна — пенсіонер, місто Кишинів
- Якубов Юрій Миколайович — керівник групи компаній ТАС в Росії
- Казмали Гнат Михайлович
- Казмали Ілля Михайлович
- Казмали Дмитро Михайлович

### 2013
- Холбан Пантелей Ілліч — голова Ради старійшин міста Вулканешти

### 2014
- Пашали Михайло Костянтинович — народний депутат Верховної Ради МРСР, голова агропромислового об'єднання Чадир-Лунзького району
- Кендігелян Сергій Михайлович — активіст становлення Гагаузії
- Калчев Георгій Іванович — активіст становлення Гагаузії

### 2015
- Янулов Петро Іванович — майстер спорту з вільної боротьби
- Стамат Ілля Іванович — ветеран Міністерства внутрішніх справ Молдови
- Рості Василь Михайлович — заступник начальника управління поліції Гагаузії
- Сукман Родіон Родіонович — майстер спорту з пауерліфтингу, село Кірсова
- Каракаш Ілля Іванович — професор, академік, завідувач кафедрою Національного університету «Одеська юридична академія», Україна
- Герчегло Дмитро Михайлович — вчитель, тренер